# Holms tomtbok
| Försättssidorna till Holms tomtböcker 1674 och 1679. |  | Försättssidorna till Holms tomtböcker 1674 och 1679. |
| Försättssidorna till Holms tomtböcker 1674 och 1679. |  |                                                      |

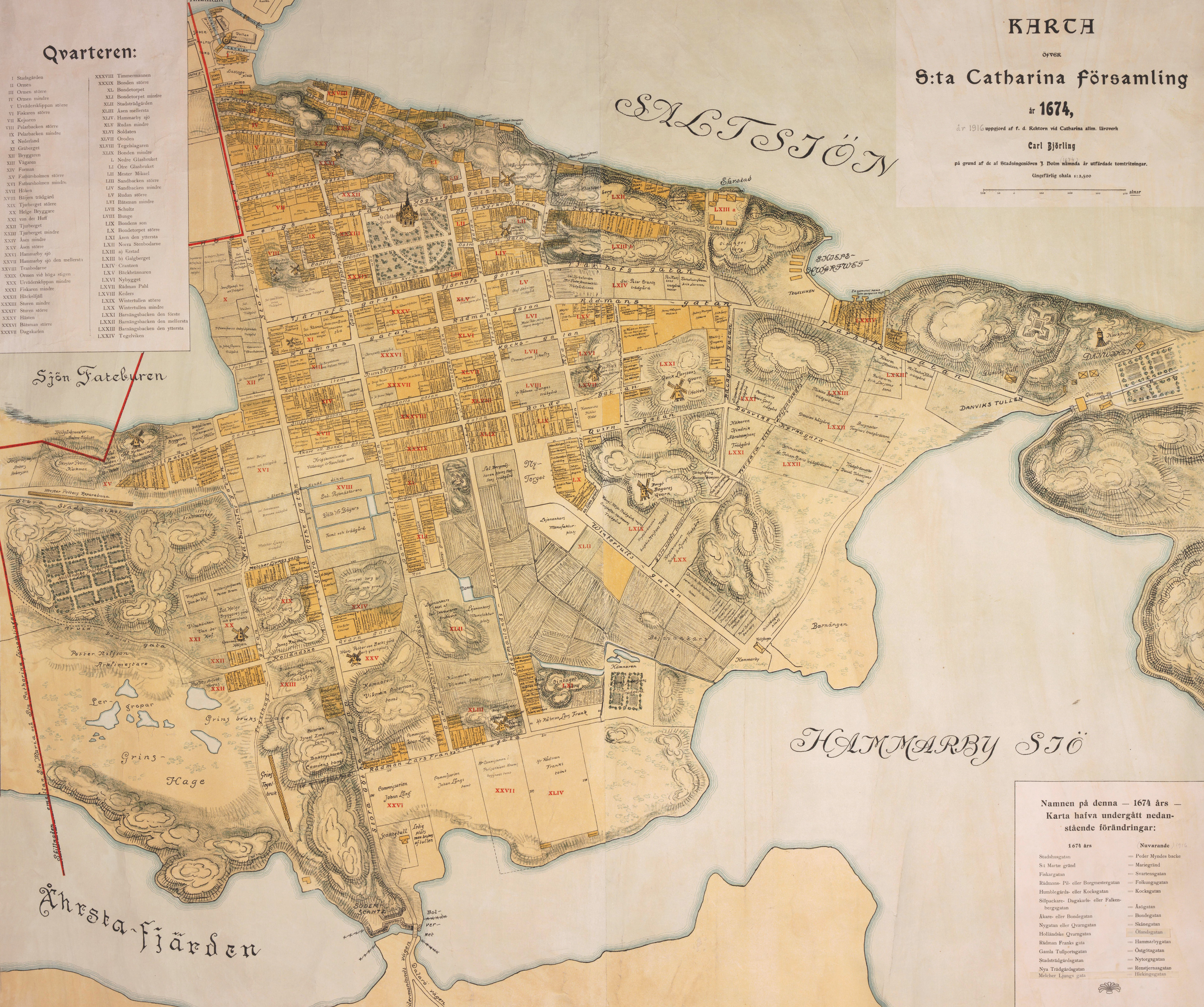
Carl Björlings kart-rekonstruktion över Katarina församling från 1916 med utseende från 1674 enligt Holm.

Holms tomtbok är en sammanställning av tomter och deras ägare på Södermalm i Stockholm. Sammanställningen gjordes av stadsingenjören Johan Holm år 1674 respektive år 1679.

## Historik
Johan Olofsson Holm (1600-talets förra hälft – 1693) var 1671 förordnad till ingenjör i Stockholm och från 1676 ensam stadsingenjör. Han upprättade bland annat ”Karta över Kungliga slottet med omgivningar, 1680-tal”. Holms tomtbok utkom i två förteckningar: Södra förstaden östra (1674) och Södra förstaden västra (1679).
Tomtboken över ”Södermalm – östra” utkom 1674 och redovisar 80 kvarter. Förteckningen var ett beställningsarbete på uppdrag av riksrådet Claes Rålamb. Den andra delen, ”Södermalm – västra” med 64 kvarter,  färdigställdes 1679 och tillkom på uppdrag av riksrådet Johan Göransson Gyllenstierna. Skiljelinjen mellan östra och västra Södermalm utgörs av Götgatan.
Förteckningen är mycket detaljerad med utritade, skalenliga och måttsatta tomter samt deras ägare. Bland annat anges tomtens area, tomtens värde och tomtlösen samt viktiga byggnader som exempelvis väderkvarnar. Holms tomtbok åberopas ofta av stockholmianaskribenter som Per Anders Fogelström (Stockholms gatunamn) och Björn Hasselblad (Stockholmskvarter).

## 1674 års karta över Katarina församling
Byggande på kart- och tomtuppgifter i Holms tomtbok uppgjorde f.d. rektorn vid Katarina allmänna läroverk, Carl Björling, en kart-rekonstruktion över Katarina församling med utseende från 1674. Kartan skapades 1916 och har ungefärlig skala 1:2500.

## Digitalisering
Holms tomtböcker förvaras på Stockholms stadsarkiv som har skannat in och digitaliserat dem. De kan läsas på Stadsarkivets webbsida  av allmänheten:
- Södra förstaden östra (1674).
- Södra förstaden västra (1679).